# Convento de la Merced (Sevilla)
El antiguo convento Casa Grande de Santa María de la Merced de Sevilla (Andalucía, España) fue fundado en el siglo XIII y desamortizado en 1835. Se ubicaba en lo que hoy constituye el Museo de Bellas Artes de la ciudad y se extendía también a toda la actual plaza del Museo. Era de los mercedarios calzados.

## Historia

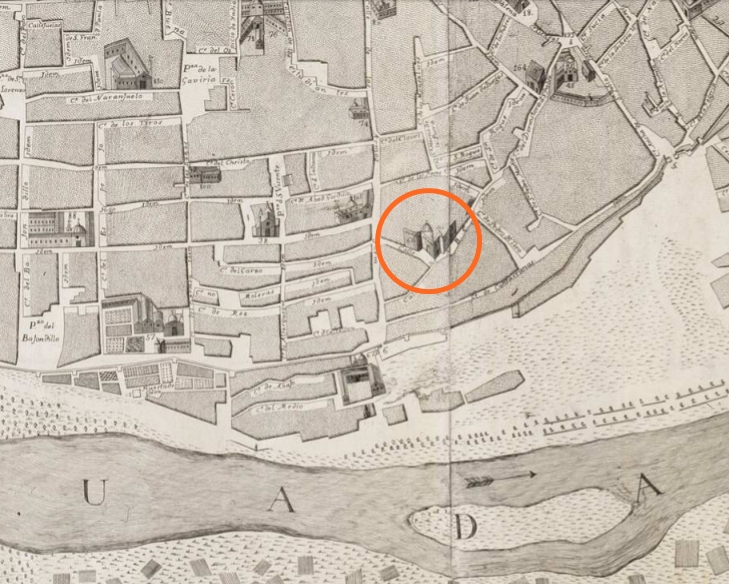
Convento de la Merced (señalado en naranja). Plano de Sevilla del asistente Pablo de Olavide de 1771.

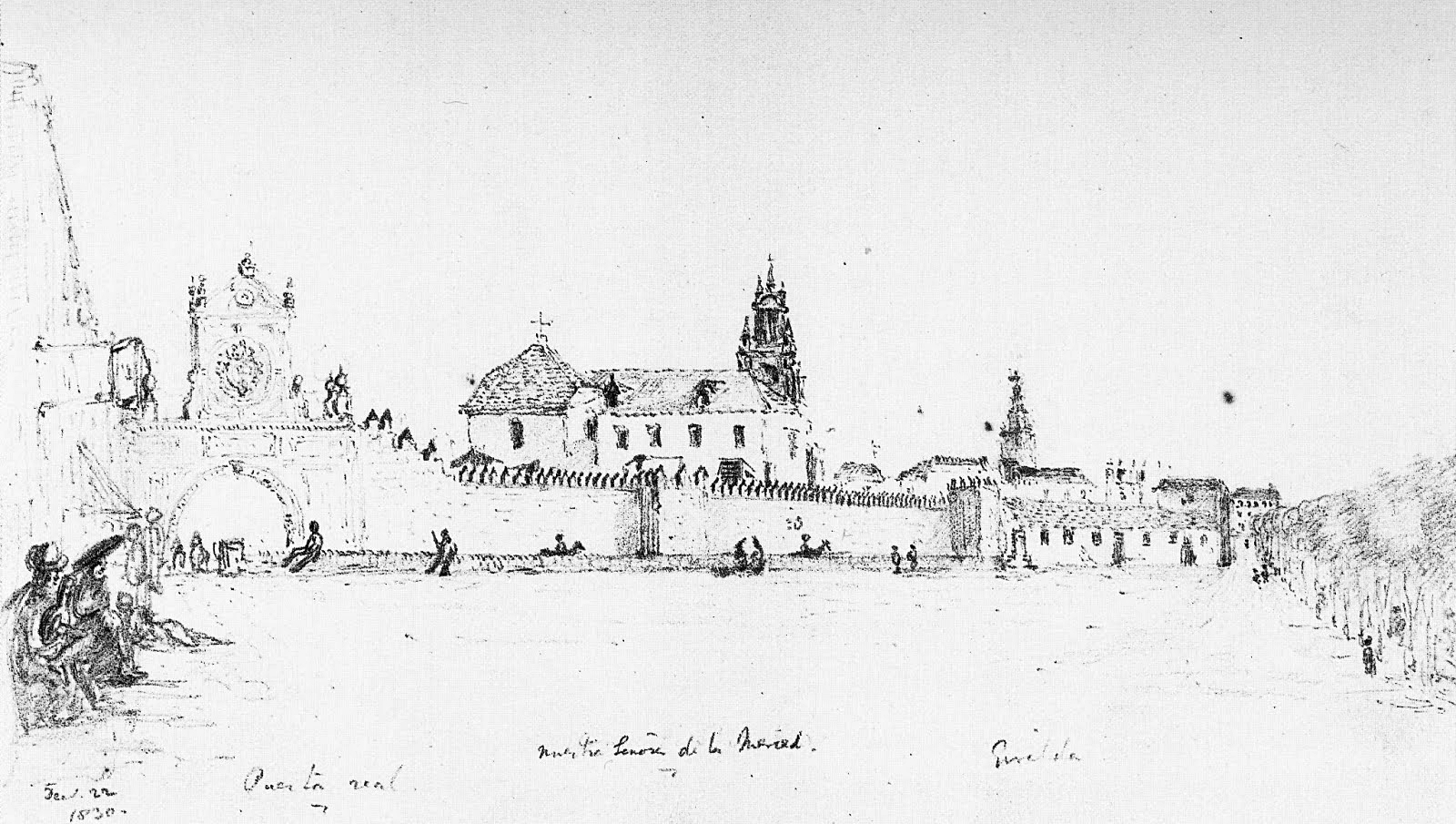
Puerta Real (o de los Goles), con el convento de la Merced a la derecha. Richard Ford, 1830.

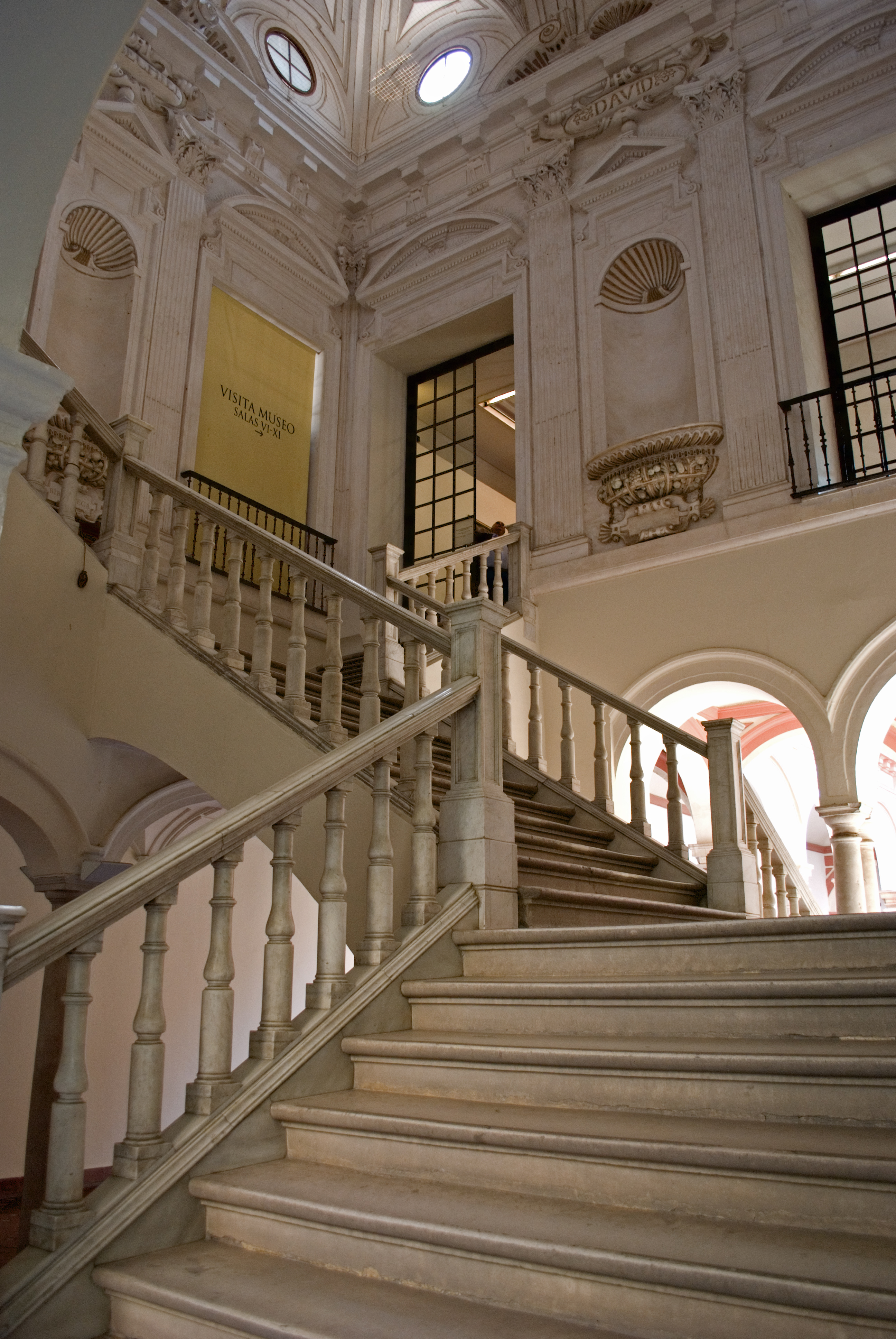
Escalera imperial dentro del convento

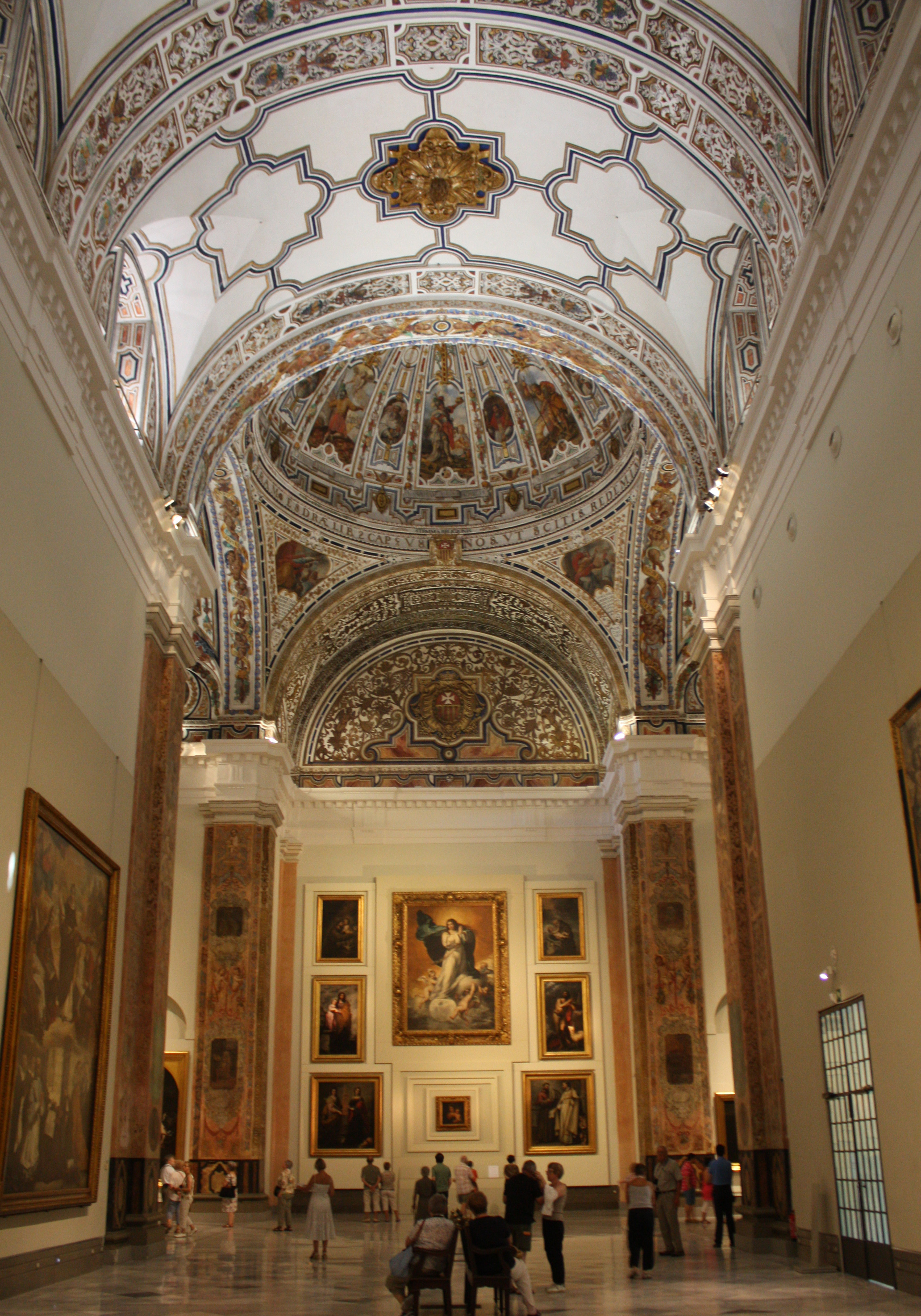
Interior de la antigua iglesia conventual

El edificio que alberga el museo se construyó como convento de la Merced. Esta orden fue fundada por san Pedro Nolasco en 1218. Tras la conquista de Sevilla en 1248, Fernando III cedió a la orden unas casas para la instalación del convento y le otorgó rentas al mismo. Las casas se encontraban en un terreno extramuros, cerca del río Guadalquivir, donde se levantó el convento de nueva planta en 1249. En 1251 se trasladaron a un lugar intramuros, cerca de la puerta Real.
En 1587 hubo un proyecto de reforma del convento del arquitecto Asensio de Maeda, aunque no se llevó a cabo.
En 1588 se creó la provincia de Andalucía de esta orden, ya que antes esta región dependía de la provincia de Castilla. Este convento pasó a ser la casa grande de la orden en la provincia de Andalucía.
Fray Alonso de Monroy, general de la orden en 1602, promovió la realización de la reforma del convento, que se realizó a partir de 1603 con un proyecto del arquitecto Juan de Oviedo y de la Bandera y con el alarife Francisco González.
La iglesia conventual, que se terminó en 1612, se encuentra en la parte suroreste del inmueble. Es de una sola nave. El testero de la iglesia fue decorado con pinturas murales realizadas en 1659 por Francisco Fonseca, que representan ángeles y motivos florales, así como un anagrama de María en el arco de la capilla mayor. En 1727 Domingo Martínez y Miguel Moreno realizaron otra serie de pinturas murales para los pilares, la cúpula y las bóvedas. Estas representan ángeles, guirnaldas, hechos del Antiguo Testamento y santos de la orden. La iglesia tuvo un retablo mayor realizado en 1597 por el escultor Diego Deza y el ensamblador Jacques Bauchel, que fue sustituido por otro de mayor tamaño realizado por Felipe de Ribas entre 1646 y 1648.
En el lateral izquierdo del templo hay una portada, actualmente tapiada, realizada en el último cuarto del siglo XVIII y atribuida a José Álvarez.
La portada principal del convento es de 1729. Fue realizada por el cantero Miguel de Quintana con un diseño de este artesano y fray Francisco Bartolomé de Roxas. En la parte superior de la portada hay una hornacina con la Virgen de la Merced flanqueada por dos personas arrodilladas que, según el contrato, son dos cautivos liberados pero que, según algunos autores, son estatuas de San Pedro Nolasco y Jaime I de Aragón.
El edificio tiene tres claustros: el claustro Grande, el claustro de los Bojes y el claustro del Aljibe. El claustro Grande fue diseñado por Juan de Oviedo, aunque la parte superior fue reformada por Leonardo de Figueroa en 1728. La planta baja cuenta con zócalos de azulejos realizados en 1620 por Hernando de Valladares. El claustro de los Bojes fue diseñado por Juan de Oviedo y realizado en 1612. Daba acceso al refectorio, en la zona sur, y a la enfermería. En la planta baja del claustro del Aljibe se encontraban las habitaciones de los prelados, y la sala de Láminas y, en la planta alta, se encontraban la biblioteca y el archivo.
La escalera imperial fue trazada por Juan de Oviedo. Está decorada con yeserías realizadas por el escultor Alonso Álvarez de Albarrán y el albañil Diego de Escobar en 1624.
Entre el claustro Grande y el de los Bojes se encontraba la sala de profundis, donde tenía lugar el óbito de los religiosos.
El 1 de febrero de 1810 las tropas francesas ocuparon Sevilla. El convento fue usado como cuartel, en el que se alojaban cien soldados. Los libros y la madera del convento fueron quemados para que la tropa se calentase. Las barandillas de hierro y la solería fueron arrancadas. El 6 de febrero de 1810 un incendio arrasó el inmueble, en el quedó destruido el retablo mayor de la iglesia, obra de Felipe de Ribas y muy destruida la zona de dormitorios. Tras la expulsión de las tropas franceses, los frailes regresaron en 1815.
El nuevo retablo de la iglesia fue realizado por José Fernández en 1815. Durante el Trienio Liberal, el convento fue exclaustrado en 1820, aunque los mercedarios regresaron al mismo el 1823. El convento fue desamortizado en 1835.
En 1835 fue creado el Museo Provincial, que en 1838 pasó a tener su sede en el edificio del convento. El noviciado, que se encontraba en ruinas desde la ocupación francesa y que ocupaba casi la mitad del inmueble, fue derribado para la creación de la plaza del Museo por el arquitecto municipal Balbino Marrón en 1846. La plaza fue decorada con estatuas y jarrones traídos del palacio arzobispal de Umbrete y de Itálica, y tenía en su centro una fuente con una estatua de Baco sobre un delfín. Tenía dos hileras de árboles y de bancos de piedra con respaldos de hierro. Fue terminada en 1846, para la celebración del cumpleaños de Isabel II. La plaza fue reformada en 1847. Se rebajó la cota para que tuviera mejor visibilidad la fachada del museo. Se retiraron las estatuas y la fuente. En el centro se colocó una estatua de Murillo realizada por Sabino Medina y fundida en París por Eck Durand, con un pedestal realizado por Demetrio de los Ríos.
En 1851 Balbino Marrón hizo una nueva fachada para el museo, de estilo clasicista. Esta fachada fue reformada entre 1942 y 1945 por los arquitectos Alberto Balbontín de Orta y Antonio Delgado y Roig en estilo neobarroco.

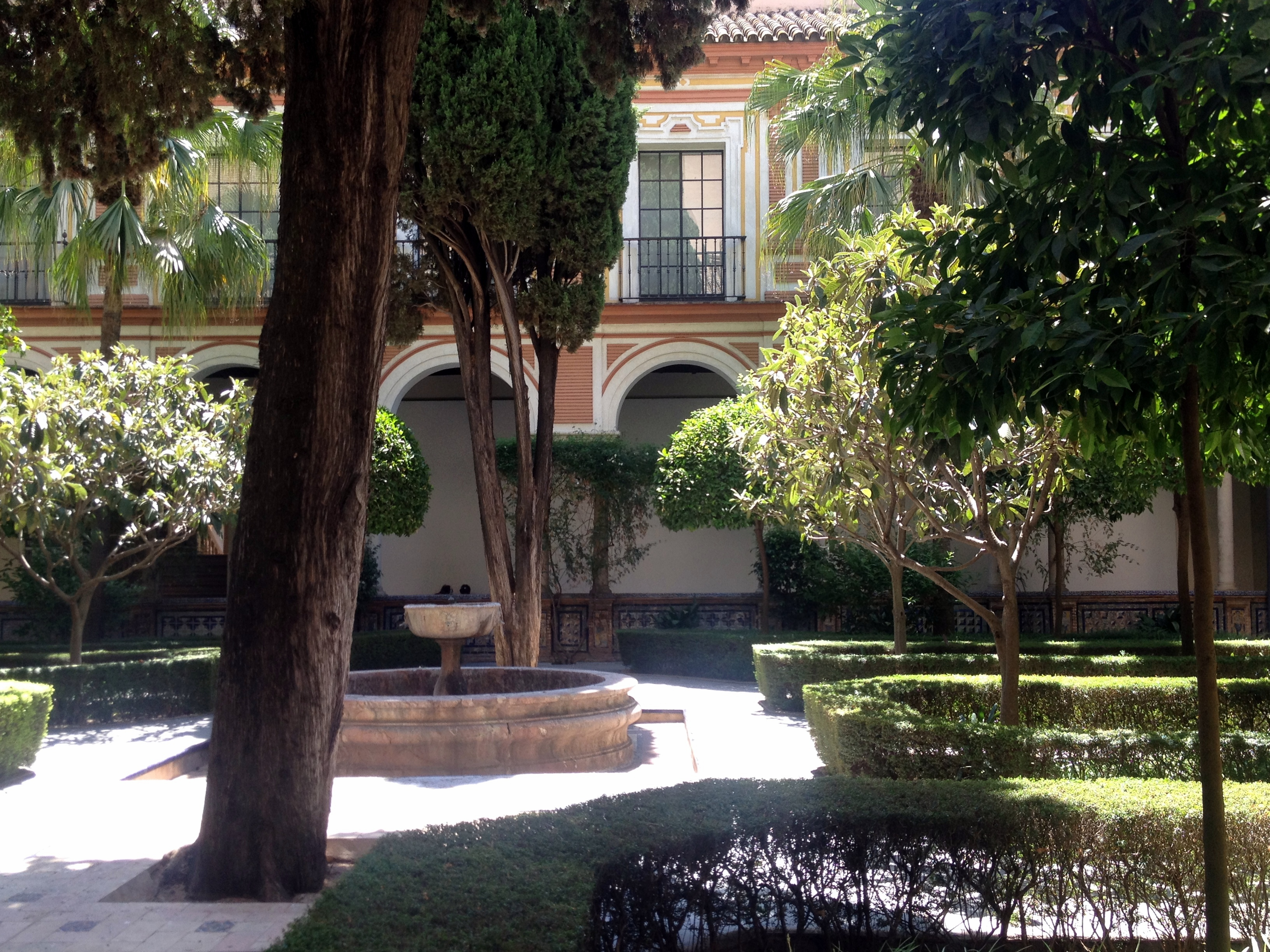
Claustro Grande
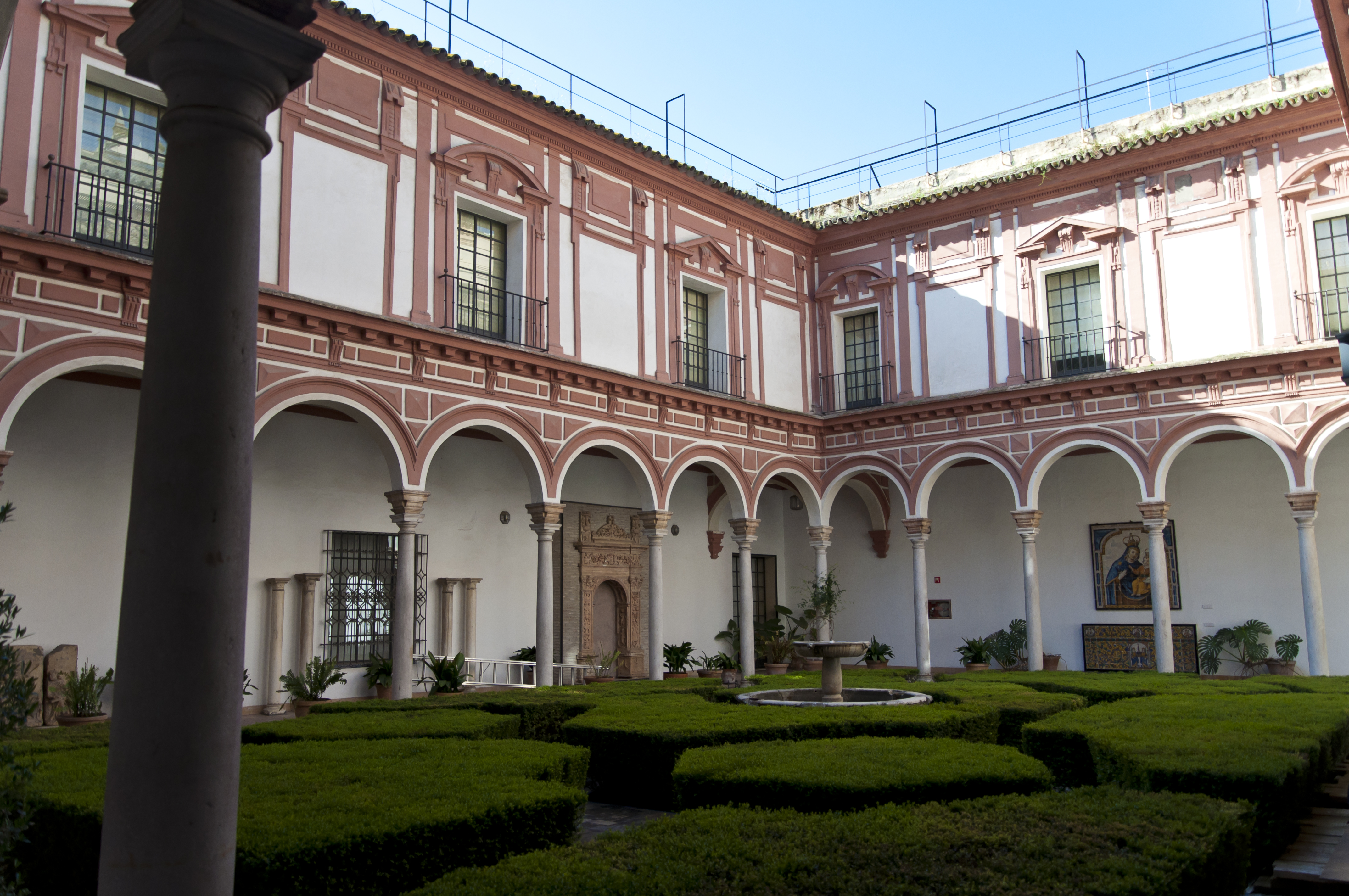
Claustro de los Bojes
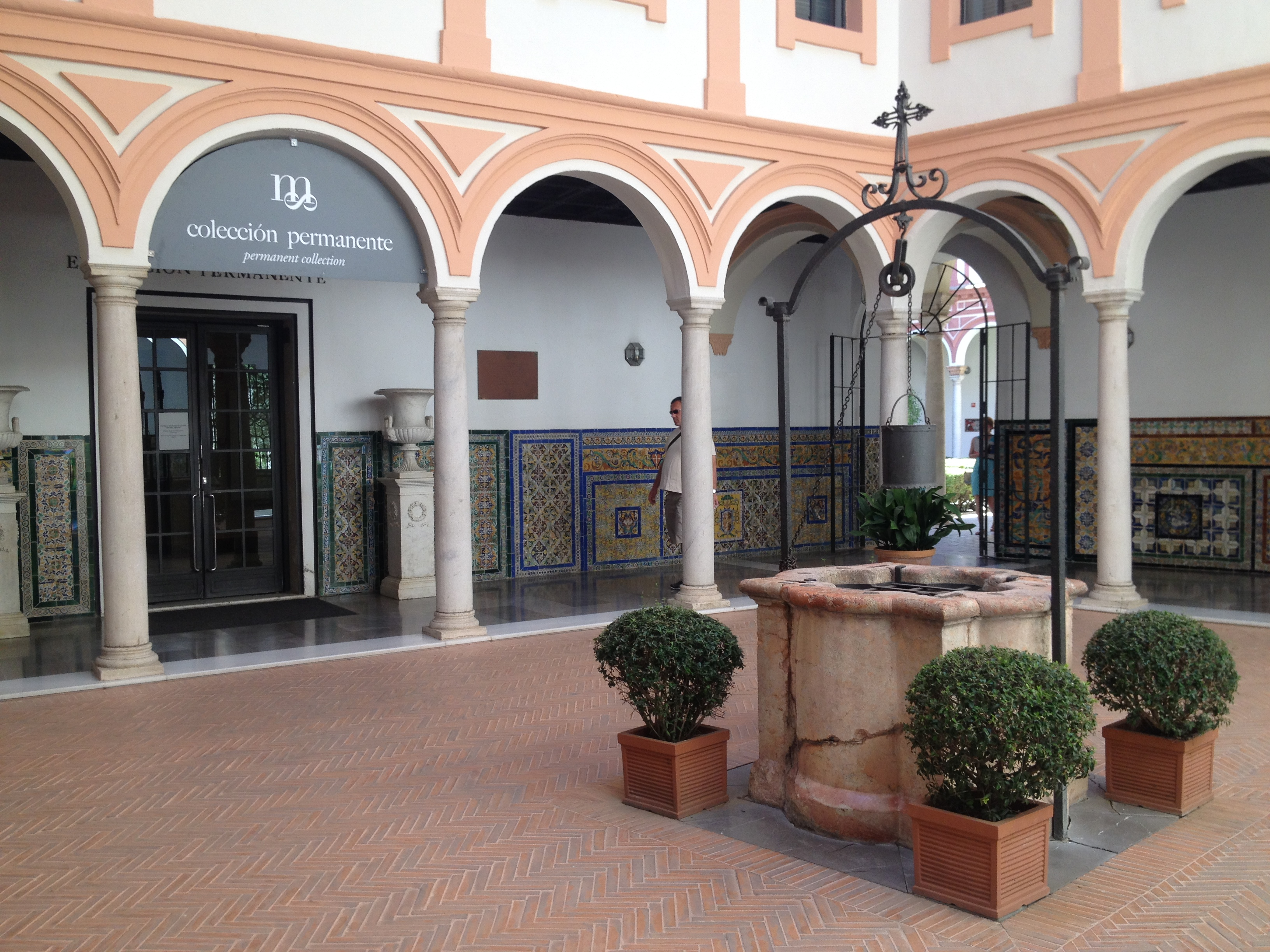
Claustro del Aljibe

## Hermandades
En 1531 se fundó en este convento la Hermandad de Jesús de Pasión. Su primera sede fue una capilla a la que se accedía desde el claustro Grande y que había sido anteriormente sala capitular. En 1789 se trasladaron a la capilla de San Antonio de Padua, en el interior de la iglesia conventual. La escultura de Jesús de Pasión fue realizada por Juan Martínez Montañés en 1619 y su celebridad fue tan grande que el 8 de marzo de 1624 Felipe IV fue al convento a ver la imagen. La Virgen de la Merced fue nombrada titular de la hermandad. En 1810, por la invasión francesa, se trasladó a la iglesia de San Julián. Regresó al convento en 1818. En 1835, tras la desamortización, se trasladó a la iglesia de San Miguel, donde permaneció hasta el derribo de la misma por el régimen surgido en la Revolución de 1868. Posteriormente, se trasladó a la capilla sacramental de la colegiata del Salvador. La Virgen de la Merced de esta hermandad fue realizada en 1966 por Sebastián Santos Rojas.
En 1575 el gremio de plateros fundó la Hermandad del Cristo de la Expiración y María Santísima de las Aguas. En 1577 se trasladó a una capilla en el compás del convento de la Merced. El Cristo de la Expiración fue realizado por Marcos Cabrera en 1575 y la Virgen de las Aguas fue realizada por Cristóbal Ramos en 1772. Permanece en esta misma capilla, y es conocida como Hermandad del Museo.
Desde 1587 la Hermandad del Santo Entierro tuvo su sede en el Colegio de San Laureano, de la Orden de la Merced. Tras la destrucción del colegio a comienzos del siglo XIX, durante la invasión francesa de Sevilla, se trasladó a la uglesia de San Juan de la Palma. En 1818 se trasladó a la iglesia del convento de la Merced. En 1832 se trasladó al convento de San Pablo el Real, de los dominicos. Tras desamortización de 1835 se trasladó de nuevo a la iglesia del convento de la Merced. En 1840 debió abandonar la iglesia por incorporarse esta al museo.

## Patrimonio procedente del convento

### Cuadros
- Asunción de la Virgen. Juan Valdés Leal. 1665-1669. Galería Nacional de Arte. Washington D.C.[21]
- Santa Ana enseñando a leer a la Virgen. Juan de Roelas. 1610-1615. Museo de Bellas Artes de Sevilla.[21]
- San Fernando. Bernardo Lorente Germán. Hacia 1730. Sevilla. Colección particular.[21]
- Trinidad en la tierra. Juan de Uceda Castroverde. 1623. Museo de Bellas Artes de Sevilla.[21]
- Huida a Egipto. Bartolomé Esteban Murillo. 1645-1650. Palacio Blanco. Génova.[21]
- Cristo resucitado. Bartolomé Esteban Murillo. Hacia 1656. Real Academia de Bellas Artes de San Fernando. Madrid.[21]
- Fray Alonso de Sotomayor. Juan de Valdés Leal. 1657. Sevilla. Colección particular.[22]
- El jubileo de Porciúncula. Juan Sánchez Cotán. 1620. Catedral de Sevilla.[22]
- Virgen de la Merced. Juan de Roelas. 1620-1624. Catedral de Sevilla.[22]
- San Miguel. Francisco Varela. 1629. Sevilla. Colección particular.[22]
- Aparición de la Virgen a san Pedro Nolasco. Francisco Meneses Osorio. 1690-1700. Museo de Bellas Artes de Sevilla.[22]
- San Serapio. Francisco de Zurbarán. 1628. Wadsworth Atheneum. Hartford.[22]
- San Carmelo. Francisco de Zurbarán. 1630-1634. Museo de Bellas Artes de Sevilla.
- San Carmelo. Francisco de Zurbarán. 1630-1634. Iglesia de Santa Bárbara. Madrid.
- San Pedro Pascual. Francisco de Zurbarán. 1630-1634. Museo de Bellas Artes de Sevilla.
- Fray Jerónimo Pérez. Francisco de Zurbarán. 1630-1634. Real Academia de Bellas Artes de San Fernando. Madrid.
- Fray Pedro Machado. Francisco de Zurbarán. 1630-1634. Real Academia de Bellas Artes de San Fernando. Madrid.
- Fray Francisco Zumel. Francisco de Zurbarán. 1630-1634. Real Academia de Bellas Artes de San Fernando. Madrid.
- Fray Pedro de Oña. Francisco de Zurbarán. 1630-1634. Casa consistorial de Sevilla.

El claustro Grande estaba decorado con los siguientes cuadros:
- Aparición de la Virgen a san Ramón Nonnato. Francisco Pacheco. 1600-1611. Museo de Bellas Artes de Sevilla.
- San Pedro Nolasco desembarcando cautivos redimidos. Francisco Pacheco. 1600-1611. Museo de Arte de Cataluña. Barcelona.
- San Pedro Nolasco despidiéndose del rey Jaime I. Alonso Vázquez. 1601-1610. Museo de Bellas Artes de Sevilla.
- Martirio de san Ramón Nonnato. Alonso Vázquez. 1601-1603. Madrid. Colección particular.
- San Pedro Nolasco embarcando para redimir cautivos. Francisco Pacheco. 1600-1611. Museo de Bellas Artes de Sevilla.
- Última comunión de san Ramón Nonnato. Francisco Pacheco. 1611. Museo Bowes. Barnard Castle.
- San Pedro Nolasco redimiendo cautivos. Alonso Vázquez. 1601-1603. Museo de Bellas Artes de Sevilla.

El claustro de los Bojes estaba decorado con los siguientes cuadros:
- Salida de san Pedro Nolasco hacia Barcelona. Francisco de Zurbarán. 1628-1630. Museo Franz Mayer. México D.F.
- Aparición de la Virgen a san Pedro Nolasco. Francisco de Zurbarán. 1628-1630. París. Colección particular.
- Descubrimiento de la Virgen del Puig. Francisco de Zurbarán. 1630. Museo de Arte de Cincinnati.
- Aparición de san Pedro a san Pedro Nolasco. Francisco de Zurbarán. 1629. Museo del Prado. Madrid.
- Visión de san Pedro Nolasco. Francisco de Zurbarán. 1628-1634. Museo del Prado. Madrid.
- La rendición de Sevilla. Francisco de Zurbarán. 1629. Colección del duque de Westminster. Eccleston.
- San Fernando entregando una imagen de la Virgen de la Merced a san Pedro Nolasco. Juan Luis Zambrano. 1628-1634. Catedral de Sevilla.
- El milagro de la barca. Juan Luis Zambrano. 1628-1634. Catedral de Sevilla.
- Muerte de san Pedro Nolasco. Juan Luis Zambrano. 1628-1634. Catedral de Sevilla.
- Virgen del coro, o Aparición de la Virgen de la Merced a san Pedro Nolasco en el coro. Juan Luis Zambrano. 1628-1634. Catedral de Sevilla.

### Esculturas
En el altar mayor se encontraba la Virgen de la Merced, de autor anónimo de hacia 1300, que según la tradición había sido entregada por Fernando III a san Pedro Nolasco. Esta se conserva en el convento de la Asunción de Sevilla.